# HD 56731
HD 56731，又名CD-30 4234，SAO 197789、HR 2768，是一颗恒星，视星等为6.32，位于銀經243.34，銀緯-8.59，其B1900.0坐标为赤經7h 13m 5.3s，赤緯-30° -8.59′ 2″。